# Sarles
La ville de Sarles est située dans les comtés de Cavalier et Towner, dans l’État du Dakota du Nord, aux États-Unis. Sa population, qui s’élevait à 28 habitants lors du recensement de 2010, est estimée à 27 habitants en 2018.

## Histoire
Sarles a été fondée en 1905. Elle a été nommée en hommage à Elmore Sarles, qui fut gouverneur du Dakota du Nord de 1905 à 1907.

## Démographie
| 1910 | 1920 | 1930 | 1940 | 1950 | 1960 |
| ---- | ---- | ---- | ---- | ---- | ---- |
| 346  | 348  | 383  | 302  | 285  | 225  |

| 1970 | 1980 | 1990 | 2000 | 2010 | - |
| ---- | ---- | ---- | ---- | ---- | - |
| 148  | 111  | 86   | 25   | 28   | - |

## Source
- (en) Cet article est partiellement ou en totalité issu de l’article de Wikipédia en anglais intitulé « Sarles, North Dakota » (voir la liste des auteurs).